# Fontaneto d'Agogna
Fontaneto d'Agogna là một đô thị ở tỉnh Novara ở vùng Piedmont của Ý, tọa lạc cách 90 km về phía đông bắc của Torino và khoảng 25 km về phía tây bắc của Novara. Tại thời điểm ngày 31 tháng 12 năm 2004, đô thị này có dân số 2.651 người và diện tích là 21,2 km².
Fontaneto d'Agogna giáp các đô thị: Borgomanero, Cavaglietto, Cavaglio d'Agogna, Cavallirio, Cressa, Cureggio, Ghemme, Romagnano Sesia, và Suno.